# Thomas Baltzar
Thomas Baltzar, także Balthazar lub Balshar (ur. 1630 lub 1631 w Lubece, zm. 24 lipca 1663 w Londynie) – niemiecki kompozytor i skrzypek okresu baroku, osiadły i tworzący w Anglii.

## Życiorys
Pochodził z rodziny muzyków. Przypuszczalnie kształcił się u Gregora Zubera i Franza Tundera. W latach 1653–1655 zatrudniony był jako skrzypek na dworze szwedzkiej królowej Krystyny. W 1655 roku wyjechał do Anglii, gdzie osiadł na stałe. Występował z licznymi koncertami, a w 1656 roku wziął także udział w premierowym wykonaniu opery Williama Davenanta The Siege of Rhodes. W 1661 roku został powołany przez króla Karola II na kierownika i pierwszego skrzypka prywatnej orkiestry królewskiej. Zgodnie z obserwacją współczesnych Baltzar nadużywał alkoholu, co przyczyniło się do jego przedwczesnej śmierci.
Baltzar podziwiany był przez swoich współczesnych jako genialny skrzypek. Wprowadził do Anglii niemieckie techniki gry na skrzypcach, zwłaszcza w wielodźwiękach, dzięki czemu instrument ten zaczął odgrywać czołowe miejsce na scenach angielskich. Większość utworów Baltzara pozostała w rękopisach, znajdujących się w zbiorach Biblioteki Bodlejańskiej i Christ Church Library w Oksfordzie. Jedynie 4 kompozycje zamieszczono pośmiertnie w 1685 roku w zbiorze Johna Playforda The Division Violin.